# Михалево (Весьегонский район)
Михалёво — деревня в Весьегонском муниципальном округе Тверской области.

## География
Деревня находится в северо-восточной части Тверской области на расстоянии приблизительно 20 км на юго-запад по прямой от районного центра города Весьегонск.

## История
Известна с 1618 года как деревня, перешедшая от княгини Хворостининой в вотчину Троице-Сергиева монастыря. Дворов в ней было 37 (1859 год), 47 (1889), 60 (1931), 37 (1963), 18 (1993), 6 (2008),. До 2019 года входила в состав Ивановского сельского поселения до упразднения последнего.

## Население
Численность населения: 212 (1859 год), 261 (1889), 242 (1931), 84 (1963), 35 (1993), 15 (русские 100 %) в 2002 году, 9 в 2010.